# DisneyMania 3
DisneyMania 3 é o terceiro volume do DisneyMania, lançado em 15 de fevereiro de 2005, trazendo canções interpretadas por Cheetah Girls, Jump5, Lalaine e muitos outros. O álbum chegou à posição #30 na Billboard 200 e, assim como os outros dois, foi certificado Ouro.

## Faixas
1. Raven-Symoné - "Under the Sea" (A Pequena Sereia)
2. Jump5 - "Hawaiian Roller Coaster Ride" (Lilo & Stitch)
3. Jessica Simpson & Nick Lachey - "A Whole New World" (Aladdin)
4. Fan_3 - "It's a Small World" (Disneylândia)
5. Bowling For Soup - "The Bare Necessities" (Mogli)
6. The Cheetah Girls - "I Won't Say I'm In Love" (Hércules)
7. Aly & AJ - "Zip-A-Dee-Doo-Dah" (Song of the South)
8. Vitamin C - "Kiss the Girl" (A Pequena Sereia)
9. Skye Sweetnam - "Part Of Your World" (A Pequena Sereia)
10. Christy Carlson Romano - "Colors of the Wind" (Pocahontas)
11. Clay Aiken - "Proud of Your Boy" (Aladdin)
12. Everlife - "Strangers Like Me" (Tarzan)
13. Kimberley Locke - "A Dream Is a Wish Your Heart Makes" (Cinderela)
14. Lalaine - "Cruella De Vil" (101 Dálmatas)
15. Jesse McCartney - "When You Wish Upon a Star" (Pinóquio)

## Videoclipes
- "Under the Sea"  (A Pequena Sereia)  - Raven-Symoné
- "Hawaiian Roller Coaster Ride"  (Lilo & Stitch)  - Jump5
- "A Whole New World"  (Aladdin)  - Jessica Simpson & Nick Lachey
- "Part Of Your World"  (A Pequena Sereia)  - Skye Sweetnam
- "Proud Of Your Boy"  (Aladdin)  - Clay Aiken

## Paradas musicais
| Críticas profissionais                                                      | Críticas profissionais |
| Avaliações da crítica                                                       | Avaliações da crítica  |
| Fonte                                                                       | Avaliação              |
| --------------------------------------------------------------------------- | ---------------------- |
| Allmusic                                                                    | [ 3 ]                  |
| Esta tabela precisa de ser acompanhada por texto em prosa. Consulte o guia. |                        |

| Parada (2005)       | Melhor posição |
| ------------------- | -------------- |
| Billboard 200       | 30             |
| Top Internet Albums | 46             |
| Top Kids Audio      | 1              |